# Луп I (герцог Аквитании)
Луп I (лат. Lupus, фр. Loup; умер после 676 года) — герцог Аквитании и Васконии приблизительно с 670 года, возможный родоначальник Гасконского дома. Луп значительно расширил территорию герцогства Аквитании, границы которого практически достигли границ Аквитанского королевства при Хариберте II.

## Происхождение
Точное происхождение Лупа не известно. Но если привлечь ономастические данные, то не исключено, что Луп происходил из семьи, жившей в районе современной Шампани, а позже переселившейся в район Тулузы. Из этой семьи в V—VII веках вышли несколько епископов и сеньоров, носивших имя Луп:
- Луп I, епископ Труа в 426—478/479 годах;
- Луп, епископ Суассона в 511—532 годах, племянник Реми, епископа Реймса, крестившего короля Хлодвига I;
- Луп, епископ Шалона в 535 году;
- Луп, герцог Шампани в 571—584 годах, брат Магнульфа, епископа Тулузы до 585 года;
- Луп, епископ Санса в 612 году;
- Луп II, епископ Труа в начале VII века;
- Луп, епископ Лиможа в 631 году.

## Биография
Около 658 года Луп поднял восстание против патриция Феликса, получившего после 658 года от майордома Эброина «принципат на все города вплоть до Пиренейских гор, а также на весь ненавистный васконский народ». Однако позже Луп стал его сторонником.
Около 670 года Луп наследовал Феликсу как герцог Аквитании и Васконии. Известно, что в 673 году он владел Тулузой и Бордо. В этом году Луп вступил в союз с вестготским герцогом Септимании Флавием Павлом, восставшим против короля Вамбы и напал на Безье. Между 673 и 675 годами Луп созывал в Бордо церковный синод.
В 673—676 годах Луп воспользовался междоусобицами во франкском королевстве для того, чтобы увеличить свои владения. Он завладел австразийскими городами Родез и Альби. В 675/676 году Луп попытался захватить нейстрийский город Лимож, однако был тяжело ранен.Miracula Sancti Martialis Lemovicensis. Неизвестно, остался ли Луп после этого жив, но после 676 года сведения о нём исчезают. Только в 700 году упоминается новый герцог Аквитании, Эд.
Итогом правления Лупа было создание обширного Аквитанского герцогства, простиравшегося от Вьенны до Гаронны. Также Аквитании была окончательно подчинена Васкония. Это подчинение сохранялось до второй половины VIII века.

## Наследники
В источниках не существует никаких упоминаний о том, что Луп имел детей. Однако в настоящее время считается, что сыном Лупа мог быть Эд Великий, герцог Васконии и Аквитании, который, скорее всего, наследовал Лупу I. Однако более менее достоверно генеалогия Гасконского дома прослеживается начиная с Лупа II, герцога Васконии в конце VIII века.